# بيتر غلايك
بيتر إتش. غلايك (بالإنجليزية: Peter Gleick) (ولد عام 1956) عالم أمريكي يعمل على مسائل تتعلق بالبيئة. يعمل في معهد المحيط الهادي (باسيفيك) في أوكلاند التابعة لولاية كاليفورنيا، والذي ساهم في تأسيسه في عام 1987. منح عام 2003 زمالة ماك آرثر لعمله المتعلق بالموارد المائية. من بين القضايا التي تناولها النزاعات على الموارد المائية، والماء والتغير المناخي، والتطوير، وصحة الإنسان. 
انتُخب عام 2006 لأكاديمية العلوم الوطنية في الولايات المتحدة الأمريكية. في عام 2011 كان غلايك رئيس مجلس تدشين «قوة المهمات الجديدة لأخلاقيات العلوم والنزاهة» التابعة للاتحاد الجيوفيزيائي الأمريكي. تلقى غلايك جائزة اتحاد موارد المياه العالمي التذكارية التي تدعى جائزة فين تي تشاو في عام 2011، وفي نفس السنة مُنح هو ومعهد المحيط الهادي أول جائزة مياه في الولايات المتحدة الأمريكية. في عام 2014 أدرجت صحيفة ذا غارديان غلايك بين أهم 10 «مغردين عن الماء». في عام 2019، منح معهد بوريس مينتس التابع لجامعة تل أبيب غلايك جائزة بي إم آي السنوية الخاصة بالمعهد لأنه «شخص استثنائي كرس أبحاثه وحياته الأكاديمية لإيجاد حل لتحدٍّ استراتيجي عالمي». 

## مسيرته المهنية
تلقى غلايك شهادة بكالوريوس في العلوم من جامعة ييل وحصل على ماجستير في العلوم ودكتوراه في الفلسفة في مجال الطاقة والموارد من جامعة كاليفورنيا في بيركلي، باختصاص في مجال الهيدروكلايماتولوجي (علم المناخ المائي). كانت أطروحته أول أطروحة تنمذج الآثار الإقليمية للتغير المناخي على الموارد المائية. كان غلايك من أوائل الذين عملوا على الروابط بين المسائل البيئية من جهة (وعلى الأخص الماء وتغير المناخ) والأمن الدولي من جهة أخرى، ذاكرًا تاريخًا طويلًا من النزاعات على الموارد المائية واستخدام الماء كسلاح وهدف للحرب في نفس الوقت. وكان أيضًا رائدًا في مفاهيم المسار الناعم للمياه، ومياه الذروة. 
عمل غلايك مساعدًا تنفيذيًّا لحاكم الطاقة والبيئة في كاليفورنيا بين عامي 1980 و1982. 
منح في عام 2003 زمالة ماك آرثر لأعماله في مجال موارد المياه، وانتخب في عام 2006 للأكاديمية الوطنية للعلوم في الولايات المتحدة الأمريكية.
نال كتابه معبأة ومباعة: القصة وراء هوسنا بالمياه المعبأة، الذي نشرته أيسلاند بّريس، جائزة نوتيليوس للكتاب في فئة (الإعلام/الصحافة/التقارير التحقيقية) الواعية. 
في عام 2011، تلقى غلايك جائزة اتحاد موارد المياه العالمي التذكارية باسم فين تي تشاو. وتلقى في نفس العام هو ومعهد المحيط الهادي أول جائزة مياه في الولايات المتحدة الأمريكية. 
في عام 2012، نشرت مطبعة جامعة أوكسفورد (أوكسفورد يونيفرسيتي بريس) كتابًا من تأليف غلايك وزملائه: «سياسة مياه أمريكية للقرن الحادي والعشرين»، وأدرجته شركة زايلم من بين 25 أسمتهم «أبطال المياه». في عام 2013، كرمته هيئة جوائز وادي السيليكون لحفظ المياه بجائزة إنجاز العمر. 
أطلق غلايك في بدايات عام 2013 مدونة جديدة في مدونات ناشيونال جيوغرافيك العلمية تحت عنوان «أرقام ذات دلالة». وهو أيضًا مساهم بانتظام في هافنغتون بوست غرين. 
ظهر غلايك أيضًا في العديد من الأفلام الوثائقية المتعلقة بالمياه، من بينها وثائقي جيم ثيبو بعنوان «الجفاف – بالإنجليزية: Running Dry رانينغ دراي»، وفي سلسلة الوثائقيات الألمانية عام 2004 بعنوان «الكوكب العطِش» ووثاقي إيرينا سالينا التدفق: حبًّا بالمياه، والذي قُبل في مهرجان سندانس للأفلام، ووثائقي شبكة أخبار إيه بي سي نيوز بعنوان «الأرض2100»، ووثائقي جيسيكا يو وإليس بيرلشتاين عام 2011 بعنوان نداء أخير في الواحة من إنتاج بارتيسيبانت ميديا، ومضخوخ حتى الجفاف: الأزمة العالمية لنضوب المياه الجوفية (إنتاج شبكة يو إس إيه تودي). عمل في اللجان الاستشارية العلمية لفيلم عطش، ومغامرة غراند كانيون: نهر في خطر وأفلام أخرى متعلقة بالمياه.

## روابط خارجية
- بيتر غلايك على موقع IMDb (الإنجليزية)
- بيتر غلايك على موقع قاعدة بيانات الفيلم (الإنجليزية)